# 伊勒圖
伊勒圖（穆麟德轉寫：iletu，？—1785年），滿洲正白旗人，纳喇氏。清朝政治人物、清朝兵部尚書。
乾隆初年，以世管佐领授三等侍卫。担任镶红旗蒙古副都统、理藩院尚書。曾任副将军，跟随经略大学士傅恒用兵缅甸。乾隆三十四年（1769年）十月壬申，接替託庸，擔任清朝兵部尚書，后授伊犁將軍。由豐昇額接任。乾隆三十三年（1768年）起，三任伊犁将军。在边二十余年，措置边疆少数民族事宜，兴屯田，练士卒，开铜、煤诸矿，采矿铸钱，为政清廉，善待境外各部落，政绩颇著。先后出驻西北边乌鲁木齐、阿克苏、伊犁、喀什噶尔、塔尔巴哈台等地，任参赞大臣、将军。乾隆三十六年（1771年），受命安置抚绥自俄罗斯帝国额济勒河（今伏尔加河）前来的土尔扈特部归附。乾隆五十年（1785年）在伊犁去世。追封一等伯，谥襄。

## 延伸阅读
[在维基数据编辑]
 《清史稿/卷335》，出自趙爾巽《清史稿》